# Canton de Seyne
Le canton de Seyne est une circonscription électorale française située dans le département des Alpes-de-Haute-Provence et la région Provence-Alpes-Côte d'Azur.
À la suite du redécoupage cantonal de 2014, les limites territoriales du canton sont remaniées. Le nombre de communes du canton passe de 8 à 34.

## Géographie
Ce canton est organisé autour de Seyne dans l'arrondissement de Digne-les-Bains. Son altitude varie de 460 m (Valernes et Vaumeilh) à 2 961 m (Prads-Haute-Bléone) pour une altitude moyenne de m.
D'après la chambre d'Agriculture du département, le canton est celui qui a eu le plus de renouvellement dans sa population agricole au cours de la dernière décennie.
| Nom de la commune      | Alt. mini (m) | Alt. maxi (m) |
| ---------------------- | ------------- | ------------- |
| Auzet                  | 1 068         | 2 028         |
| Archail                | 759           | 1 984         |
| Barles                 | 912           | 2 186         |
| Bayons                 | 749           | 2 111         |
| Beaujeu                | 821           | 2 153         |
| Bellaffaire            | 717           | 1 597         |
| Le Brusquet            | 694           | 1 550         |
| Le Caire               | 743           | 1 559         |
| Châteaufort            | 541           | 1 280         |
| Clamensane             | 630           | 1 658         |
| Claret                 | 528           | 1 254         |
| Curbans                | 544           | 1 559         |
| Draix                  | 760           | 2 280         |
| Faucon-du-Caire        | 846           | 1 714         |
| Gigors                 | 806           | 1 586         |
| La Javie               | 752           | 2 186         |
| Melve                  | 698           | 1 478         |
| Montclar               | 1 082         | 2 500         |
| La Motte-du-Caire      | 623           | 1 547         |
| Nibles                 | 538           | 1 162         |
| Prads-Haute-Bléone     | 831           | 2 961         |
| Piégut                 | 610           | 1 560         |
| Saint-Martin-lès-Seyne | 840           | 1 662         |
| Selonnet               | 846           | 2 028         |
| Seyne                  | 1 079         | 2 720         |
| Sigoyer                | 482           | 945           |
| Thèze                  | 492           | 728           |
| Turriers               | 853           | 1 714         |
| Valavoire              | 696           | 1 885         |
| Valernes               | 460           | 1 357         |
| Vaumeilh               | 460           | 1 055         |
| Venterol               | 595           | 1 562         |
| Verdaches              | 1 078         | 2 186         |
| Le Vernet              | 1 153         | 2 642         |

## Représentation

### Conseillers généraux de 1833 à 2015
| Période                                  | Période          | Identité                                   | Étiquette             | Qualité |
| ---------------------------------------- | ---------------- | ------------------------------------------ | --------------------- | --- |
| 1833                                     | 1842             | Jean Joseph Astoin                         |                       | Avocat à Seyne puis à Selonnet puis à Digne, Directeur de journal, éleveur de chevaux et de mulets, Sous-préfet de Barcelonnette en 1848, opposant au coup d'Etat de 1851                                              |
| 1842                                     | 1848             | Omer Michel                                |                       | Propriétaire à Seyne, négociant, directeurde la poste aux lettres |
| 1848                                     | 1854 (décès)     | Gaspard Alexandre Hermitte (1788-1854)     |                       | Juge de paix à Seyne |
| 1855                                     | 1858 (décès)     | Jean Joseph Richaud (1772-1858)            |                       | Médecin à Seyne |
|                                          |                  |                                            |                       | |
| 1861                                     | 1871             | Clément Juramy                             |                       | Président du Tribunal civil |
| 1871                                     | 1885 (décès)     | Joseph Michel                              | Centre gauche         | Avocat Député (1871-1876) Sénateur (1876-1885) Président du Conseil Général |
| 1885                                     | 1889             | Charles Marie Fantin Tartanson             | Républicain           | Avocat, avoué |
| 1889                                     | 1891 (démission) | Louis René Aubert (1837-1917)              | Républicain           | Médecin major de première classe honoraire (docteur en médecine de la faculté de Strasbourg), Membre correspondant du Conseil départemental d'hygiène, juge de paix suppléant, Chevalier de la Légion d'honneur, Seyne |
| 1899                                     | 1910 (décès)     | Charles Prunier                            | Républicain           | Maire de Seyne |
| 1910                                     | 1915 (décès)     | Joseph Alphred Prunier (fils du précédent) | Républicain           | Propriétaire-éleveur de chevaux et mulets à Seyne |
| 1915                                     | 1919             | siège vacant                               |                       | |
| 1919                                     | 1925             | Ernest Barneaud                            | RG                    | Banquier, entrepreneur, Maire de Seyne |
| 1925                                     | 1940             | André Turrel (1888-1957)                   | SFIO                  | Maréchal expert et constructeur de machines agricoles à Seyne, conseiller d'arrondissement |
|                                          |                  |                                            |                       | |
| 1945                                     | 1962 (décès)     | Yves Ramus (1900-1962)                     | Rad.                  | Industriel Maire de Seyne Conseiller de l'Union Française |
| 1962                                     | 1970             | Henri Cazères (1912-2004)                  | MRP puis DVG          | Avocat Maire de Selonnet (1951-1977) |
| 1970                                     | 2008             | Henri Savornin (1930-2022)                 | UDR puis RPR puis UMP | Entrepreneur Maire de Montclar (1959-2014) |
| 2008                                     | 2015             | Michel Rey                                 | PS et app.            | Vétérinaire, adjoint au maire de Seyne (2014-2020) |
| Les données manquantes sont à compléter. |                  |                                            |                       | |

### Conseillers d'arrondissement (de 1833 à 1940)
| Période                                  | Période      | Identité                                      | Étiquette         | Qualité |
| ---------------------------------------- | ------------ | --------------------------------------------- | ----------------- | --- |
| 1833                                     | 1835 (décès) | Joseph Durand Mathieu (1780-1835)             |                   | Propriétaire à Seyne                                                                                        |
| 1835                                     | 1848         | Joseph Mathieu (1816-1880, fils du précédent) |                   | Greffier de justice, propriétaire à Seyne                                                                   |
|                                          |              |                                               |                   | |
| 1877                                     | 1904         | Désiré Joubert                                | Républicain       | Maire de Seyne                                                                                              |
| 1904                                     |              | Joseph Léandre Arnaud                         | Républicain       | Maire de Seyne                                                                                              |
|                                          |              |                                               |                   | |
| 1922                                     | 1925         | André Turrel (1888-1957)                      | PC-SFIC puis SFIO | Constructeur de machines agricoles à Seyne                                                                  |
| 1925                                     | 1934         | Ferdinand Magnan                              | Droite            | Conseiller municipal de Seyne                                                                               |
| 1934                                     | 1940         | Marius Cézilly                                | URD               | Médecin, Le Vernet                                                                                          |
| 1940                                     |              |                                               |                   | Les conseils d'arrondissement ont été suspendus par la loi du 12 octobre 1940 et n'ont jamais été réactivés |
| Les données manquantes sont à compléter. |              |                                               |                   | |

### Conseillers départementaux depuis 2015
| Période élective | Période élective | Mandat | Mandat   | Identité       | Nuance | Nuance | Qualité |
| ---------------- | ---------------- | ------ | -------- | -------------- | ------ | ------ | --- |
| 2015             | 2021             | 2015   | 2021     | Evelyne Faure  |        | DVG    | Vice-présidente du syndicat mixte de l’aménagement de la vallée de la Durance Ancienne maire de Claret         |
| 2015             | 2021             | 2015   | 2021     | Jean-Yves Roux |        | PS     | Sénateur des Alpes-de-Haute-Provence (depuis 2014) Ancien conseiller général du canton de La Javie (1998-2015) |
| 2021             | 2028             | 2021   | en cours | Evelyne Faure  |        | DVG    | Conseillère sortante                                                                                           |
| 2021             | 2028             | 2021   | en cours | Jean-Yves Roux |        | PRG    | Conseiller sortant                                                                                             |

#### Élections de mars 2015
À l'issue du premier tour des élections départementales de 2015, deux binômes sont en ballottage : Evelyne Faure et Jean-Yves Roux (PS, 28,17 %) et Muriel De Vita et Thomas Loubry (FN, 23,9 %). Le taux de participation est de 62,01 % (4 553 votants sur 7 342 inscrits) contre 55,34 % au niveau départemental et 50,17 % au niveau national.
Au second tour, Evelyne Faure et Jean-Yves Roux (PS) sont élus avec 63 % des suffrages exprimés et un taux de participation de 62,16 % (2 554 voix pour 4 563 votants et 7 341 inscrits).
Jean-Yves Roux (DVG) et Evelyne Faure sont membres du groupe LREM et apparentés.

#### Élections de juin 2021
Le premier tour des élections départementales de 2021 est marqué par un très faible taux de participation (33,26 % au niveau national). Dans le canton de Seyne, ce taux de participation est de 46,64 % (3 425 votants sur 7 343 inscrits) contre 40,72 % au niveau départemental. À l'issue de ce premier tour, deux binômes sont en ballottage : Evelyne Faure et Jean-Yves Roux (DVG, 52,18 %) et Patricia Rolland et Gilles Thezan (DVD, 25,71 %).
Le second tour des élections est marqué une nouvelle fois par une abstention massive équivalente au premier tour. Les taux de participation sont de 34,3 % au niveau national, 42,59 % dans le département et 46,18 % dans le canton de Seyne. Evelyne Faure et Jean-Yves Roux (DVG) sont élus avec 100 % des suffrages exprimés (2 511 voix pour 3 390 votants et 7 341 inscrits),,.

## Composition

### Composition avant 2015
Le canton de Seyne regroupait huit communes.
| Nom                    | Code Insee | Codepostal | Superficie (km2) | Population (dernière pop. légale) | Densité (hab./km2) |
| ---------------------- | ---------- | ---------- | ---------------- | --------------------------------- | ------------------ |
| Seyne (chef-lieu)      | 04205      | 04140      | 84,27            | 1 419 (2012)                      | 17                 |
| Auzet                  | 04017      | 04140      | 34,53            | 90 (2012)                         | 2,6                |
| Barles                 | 04020      | 04140      | 59,05            | 147 (2012)                        | 2,5                |
| Montclar               | 04126      | 04140      | 23,38            | 455 (2012)                        | 19                 |
| Saint-Martin-lès-Seyne | 04191      | 04140      | 12,27            | 14 (2012)                         | 1,1                |
| Selonnet               | 04203      | 04140      | 29,55            | 436 (2012)                        | 15                 |
| Verdaches              | 04235      | 04140      | 22,92            | 60 (2012)                         | 2,6                |
| Le Vernet              | 04237      | 04140      | 23,05            | 123 (2012)                        | 5,3                |

### Composition depuis 2015
Le nouveau canton de Seyne regroupe trente-quatre communes.
| Nom                           | Code Insee | Intercommunalité                | Superficie (km2) | Population (dernière pop. légale) | Densité (hab./km2) | Modifier                                    |
| ----------------------------- | ---------- | ------------------------------- | ---------------- | --------------------------------- | ------------------ | ------------------------------------------- |
| Seyne (bureau centralisateur) | 04205      | CA Provence-Alpes Agglomération | 84,27            | 1 365 (2022)                      | 16                 | modifier les données · modifier les données |
| Archail                       | 04009      | CA Provence-Alpes Agglomération | 12,99            | 14 (2022)                         | 1,1                | modifier les données · modifier les données |
| Auzet                         | 04017      | CA Provence-Alpes Agglomération | 34,53            | 102 (2022)                        | 3,0                | modifier les données · modifier les données |
| Barles                        | 04020      | CA Provence-Alpes Agglomération | 59,05            | 124 (2022)                        | 2,1                | modifier les données · modifier les données |
| Bayons                        | 04023      | CC du Sisteronais Buëch         | 125,75           | 202 (2022)                        | 1,6                | modifier les données · modifier les données |
| Beaujeu                       | 04024      | CA Provence-Alpes Agglomération | 45,68            | 122 (2022)                        | 2,7                | modifier les données · modifier les données |
| Bellaffaire                   | 04026      | CC du Sisteronais Buëch         | 13,12            | 158 (2022)                        | 12                 | modifier les données · modifier les données |
| Le Brusquet                   | 04036      | CA Provence-Alpes Agglomération | 22,25            | 967 (2022)                        | 43                 | modifier les données · modifier les données |
| Le Caire                      | 04037      | CC du Sisteronais Buëch         | 17,63            | 77 (2022)                         | 4,4                | modifier les données · modifier les données |
| Châteaufort                   | 04050      | CC du Sisteronais Buëch         | 13,73            | 25 (2022)                         | 1,8                | modifier les données · modifier les données |
| Clamensane                    | 04057      | CC du Sisteronais Buëch         | 23,73            | 180 (2022)                        | 7,6                | modifier les données · modifier les données |
| Claret                        | 04058      | CA Gap-Tallard-Durance          | 21,04            | 296 (2022)                        | 14                 | modifier les données · modifier les données |
| Curbans                       | 04066      | CA Gap-Tallard-Durance          | 28,88            | 577 (2022)                        | 20                 | modifier les données · modifier les données |
| Draix                         | 04072      | CA Provence-Alpes Agglomération | 23,04            | 113 (2022)                        | 4,9                | modifier les données · modifier les données |
| Faucon-du-Caire               | 04085      | CC du Sisteronais Buëch         | 19,93            | 62 (2022)                         | 3,1                | modifier les données · modifier les données |
| Gigors                        | 04093      | CC du Sisteronais Buëch         | 13,69            | 59 (2022)                         | 4,3                | modifier les données · modifier les données |
| La Javie                      | 04097      | CA Provence-Alpes Agglomération | 37,27            | 374 (2022)                        | 10                 | modifier les données · modifier les données |
| Melve                         | 04118      | CC du Sisteronais Buëch         | 14,11            | 127 (2022)                        | 9,0                | modifier les données · modifier les données |
| Montclar                      | 04126      | CA Provence-Alpes Agglomération | 23,38            | 397 (2022)                        | 17                 | modifier les données · modifier les données |
| La Motte-du-Caire             | 04134      | CC du Sisteronais Buëch         | 27,27            | 544 (2022)                        | 20                 | modifier les données · modifier les données |
| Nibles                        | 04137      | CC du Sisteronais Buëch         | 12,31            | 54 (2022)                         | 4,4                | modifier les données · modifier les données |
| Piégut                        | 04150      | CC Serre-Ponçon Val d'Avance    | 11,12            | 208 (2022)                        | 19                 | modifier les données · modifier les données |
| Prads-Haute-Bléone            | 04155      | CA Provence-Alpes Agglomération | 165,64           | 174 (2022)                        | 1,1                | modifier les données · modifier les données |
| Saint-Martin-lès-Seyne        | 04191      | CA Provence-Alpes Agglomération | 12,27            | 9 (2022)                          | 0,73               | modifier les données · modifier les données |
| Selonnet                      | 04203      | CA Provence-Alpes Agglomération | 29,55            | 451 (2022)                        | 15                 | modifier les données · modifier les données |
| Sigoyer                       | 04207      | CC du Sisteronais Buëch         | 15,30            | 101 (2022)                        | 6,6                | modifier les données · modifier les données |
| Thèze                         | 04216      | CC du Sisteronais Buëch         | 11,17            | 256 (2022)                        | 23                 | modifier les données · modifier les données |
| Turriers                      | 04222      | CC du Sisteronais Buëch         | 19,86            | 345 (2022)                        | 17                 | modifier les données · modifier les données |
| Valavoire                     | 04228      | CC du Sisteronais Buëch         | 16,81            | 39 (2022)                         | 2,3                | modifier les données · modifier les données |
| Valernes                      | 04231      | CC du Sisteronais Buëch         | 28,49            | 242 (2022)                        | 8,5                | modifier les données · modifier les données |
| Vaumeilh                      | 04233      | CC du Sisteronais Buëch         | 25,52            | 268 (2022)                        | 11                 | modifier les données · modifier les données |
| Venterol                      | 04234      | CC Serre-Ponçon Val d'Avance    | 22,75            | 226 (2022)                        | 9,9                | modifier les données · modifier les données |
| Verdaches                     | 04235      | CA Provence-Alpes Agglomération | 22,92            | 60 (2022)                         | 2,6                | modifier les données · modifier les données |
| Le Vernet                     | 04237      | CA Provence-Alpes Agglomération | 23,05            | 124 (2022)                        | 5,4                | modifier les données · modifier les données |
| Canton de Seyne               | 0413       |                                 | 1 078,10         | 8 442 (2022)                      | 7,8                | modifier les données                        |

## Démographie

### Démographie avant 2015
| 1962  | 1968  | 1975  | 1982  | 1990  | 1999  | 2006  | 2011  | 2012  |
| ----- | ----- | ----- | ----- | ----- | ----- | ----- | ----- | ----- |
| 2 149 | 2 227 | 2 092 | 2 135 | 2 243 | 2 618 | 2 743 | 2 769 | 2 744 |

### Démographie depuis 2015
En 2022, le canton comptait 8 442 habitants, en évolution de +0,94 % par rapport à 2016 (Alpes-de-Haute-Provence : +2,84 %, France hors Mayotte : +2,11 %).
| 2013  | 2018  | 2022  |
| ----- | ----- | ----- |
| 8 349 | 8 403 | 8 442 |